# Albert Márkos (Improvisationsmusiker)
 Albert Márkos (* 1967 in Cluj) ist ein rumänisch-ungarischer Cellist, Improvisationsmusiker und Komponist.
Márkos studierte Musik in seiner Heimatstadt und spielte Cello in verschiedenen siebenbürgischen Sinfonieorchestern. 1992 wandte er sich der Improvisationsmusik zu. Im Folgejahr übersiedelte er nach Ungarn und studierte bis 1997 am Dharma Gate Buddhist College in Budapest.
Als Komponist von Schauspielmusiken arbeitete Márkos häufig mit dem Regisseur László Keszég, als Komponist von Ballettmusiken mit dem Choreographen Attila Egerházi zusammen und trat auch als Komponist von Filmmusiken hervor. Als Improvisationsmusiker arbeitete er u. a. mit Róbert Benkő, Szilárd Mezei, Attila Dóra, Szabolcs Tóth, László Keszég, István Grencsó, Tamás Gerőly, Zsolt Sőrés, Béla Ágoston, Samu Gryllus, Vince Varga, András Vígh, Roger Turner, Phil Minton, Tim Hodgkinson, Fred Frith, Krzysztof Knittel, Thomas Lehn, Birgit Ulher, Martin Klapper, John Butcher, Mats Gustafsson, Raymond Strid, DJ Mango, DJ Palotai und DJ Titusz zusammen. Unter anderem tritt er im Duo mit Szilárd Mezei und im Quartett mit Szilárd Mezei, Frank Gratkowski und Martin Blume auf.